# 1343 Nicole
1343 Nicole este un asteroid din centura principală, descoperit pe 29 martie 1935, de Louis Boyer.